# Bhānvad
Bhānvad är en ort i Indien.   Den ligger i distriktet Jāmnagar och delstaten Gujarat, i den västra delen av landet, 1 100 km sydväst om huvudstaden New Delhi. Bhānvad ligger 55 meter över havet och antalet invånare är 20 823.
Terrängen runt Bhānvad är platt åt nordost, men åt sydväst är den kuperad. Terrängen runt Bhānvad sluttar norrut. Runt Bhānvad är det ganska tätbefolkat, med 90 invånare per kvadratkilometer. Det finns inga andra samhällen i närheten. Trakten runt Bhānvad består till största delen av jordbruksmark.